# Rhynchoprobolus erythrophthalmus
Rhynchoprobolus erythrophthalmus is een soort in de taxonomische indeling van de platwormen (Platyhelminthes). De worm is tweeslachtig en kan zowel mannelijke als vrouwelijke geslachtscellen produceren. De soort leeft in zeer vochtige omstandigheden. 
De platworm komt uit het geslacht Rhynchoprobolus. Rhynchoprobolus erythrophthalmus werd in 1859 beschreven door Schmarda.